# Marquesat de Torrelaguna

Escut de Torrelaguna, província de Madrid.

El marquesat de Torrelaguna és un títol nobiliari espanyol, creat el 23 de desembre de 1895 pel rei Alfons XIII a favor de Martín Esteban y Muñoz, Senador del Regne, Diputat a Corts, etc.
La seva denominació fa refèrencia a la localitat de Torrelaguna, a la província de Madrid.

## Marquesos de Torrelaguna
|                         | Titular                                    | Període                 |
| Creació per Alfons XIII | Creació per Alfons XIII                    | Creació per Alfons XIII |
| ----------------------- | ------------------------------------------ | ----------------------- |
| I                       | Martín Esteban y Muñoz                     | 1895-1899               |
| II                      | Eugenio Esteban y Fernández del Pozo       | 1899-1943               |
| III                     | Luis Esteban y Fernández del Pozo          | 1943-1963               |
| IV                      | María Julia Esteban y González-Quintanilla | ?-1970                  |
| V                       | Rafael Fernández de Córdoba y Esteban      | 1971-actual titular     |

## Història dels Marquesos de Torrelaguna
- Martín Esteban y Muñoz, I marquès de Torrelaguna.

1. Casat amb Benita Fernández del Pozo y Ramírez de Arellano y Portocarrero, neta dels comtes de la Corte. El succeí el seu fill:

- Eugenio Esteban y Fernández del Pozo, II marquès de Torrelaguna, Gentilhome de cambra amb exercici del Rei Alfons XIII.

1. Casat amb María del Carmen López y Andrés. El succeí el seu germà:

- Luis Esteban y Fernández del Pozo (m. en 1963), III marquès de Torrelaguna.

1. Casat amb María de la Concepción González de la Hoz y Quintanilla. El succeí la seva filla:

- María Julia Esteban y González-Quintanilla (1905-1970), IV marquesa de Torrelaguna.

1. Casat amb Fernando Fernández de Córdoba y Álvarez de las Asturias, V marquès de Mendigorría. La succeí el seu fill:

- Rafael Fernández de Córdoba y Esteban (n. en 1941), V marquès de Torrelaguna, VI marquès de Mendigorría.